# Xian de Yajiang
Le xian de Yajiang (chinois : 雅江县 ; pinyin : Yǎjiāng xiàn) ou Nyachu dzong (tibétain : ཉག་ཆུ་རྫོང་, Wylie : nyag chu rdzong, THL : Nyachu dzong) est un district administratif de la province du Sichuan en Chine. Il est placé sous la juridiction de la préfecture autonome tibétaine de Garzê dans laquelle il est placé au Sud.
Son nom provient de la rivière Nyachu (Yalong) qui le traverse.

## Démographie
La population du district était de 39 477 habitants en 1999.